# Malcolm Rifkind

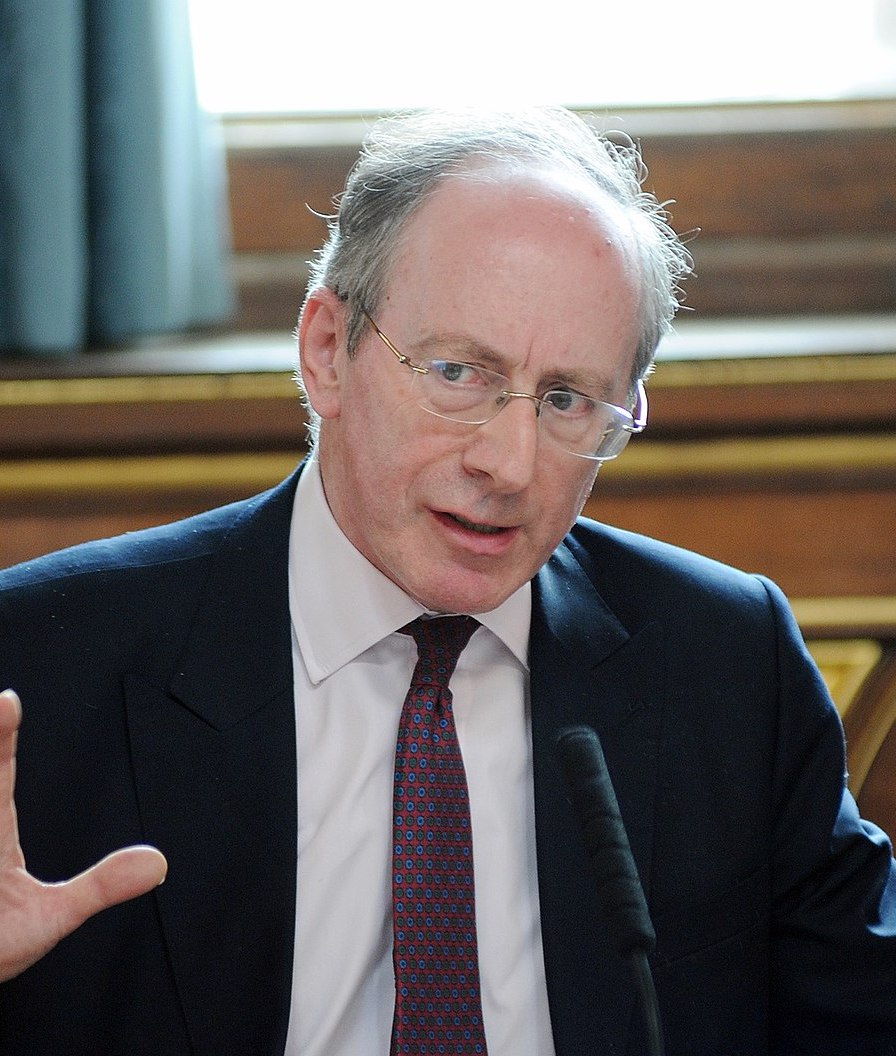
Malcolm Rifkind 2011

Sir Malcolm Leslie Rifkind, KCMG, QC (* 21. Juni 1946 in Edinburgh, Schottland) ist ein britischer Politiker der Konservativen Partei. Er war von 1974 bis 1997 und erneut von 2005 bis 2015 Abgeordneter des britischen Unterhauses. In der Regierungszeit des Premierministers John Major war er Verkehrsminister (1990–1992), Verteidigungsminister (1992–1995) und Außenminister des Vereinigten Königreichs (1995–1997).
Rifkind war 2005 Kandidat für den Vorsitz der Conservative Party, zog aber vor der Abstimmung seine Kandidatur zurück. Er ist einer der Schirmherren der Tory Reform Group, einer zur politischen Mitte tendierenden Interessengruppe innerhalb der Konservativen Partei. Von 2010 bis 2015 war er Vorsitzender des Geheimdienste-Ausschusses des britischen Parlaments.
Rifkind ist seit 2008 Mitglied und Sprecher der Global Zero Initiative zur weltweiten atomaren Abrüstung.

## Herkunft, Ausbildung und Familie
Rifkind wurde als Kind einer jüdischen Familie geboren und besuchte das George Watson’s College und die Edinburgh University, wo er Jura studierte, an das er ein Postgraduiertenstudium in Politikwissenschaft anschloss. Gegenstand seiner Masterarbeit war die Landreform in Südrhodesien. Während seines Studiums nahm er Teil an einer Studienreise in den Nahen Osten und nach Indien. Er trat auch beim University Challenge auf, einer Quizshow im britischen Fernsehen. 
Er lehrte 1967/68 als Dozent an der University of Rhodesia im nach der einseitigen Unabhängigkeitserklärung von der weißen Minderheit beherrschten und international nicht anerkannten Staat Rhodesien. Zurück in Schottland wurde er 1970 als Barrister zugelassen und praktizierte anschließend bis 1974 hauptberuflich als Rechtsanwalt. 1985 wurde ihm der für besonders erfahrene Juristen vorgesehene Titel Kronanwalt (Queen’s Council, seit 2022 King’s Council) verliehen.
Er war mit Edith Rifkind geb. Steinberg (1946–2019) verheiratet, mit der er zwei Kinder bekam. Sein Sohn ist der Journalist Hugo Rifkind (* 1977), der seit 2005 eine Kolumne in der Times hat.

## Abgeordneter (1974–1997)
Für die Konservative Partei Schottlands kandidierte Rifkind erstmals 1970  zum Unterhaus, wobei er im Wahlkreis Edinburgh Central gegen den Amtsinhaber von der Labour Party verlor. Als Nachfolger seines Parteikollegen Norman Wylie gewann er bei der Unterhauswahl im Februar 1974 den Wahlkreis Edinburgh Pentlands, den er während der folgenden sechs Legislaturperioden im Unterhaus vertrat.

## Regierungsmitglied
In der ersten Regierung von Margaret Thatcher wurde er 1979 zum Juniorminister des Scottish Office berufen, 1983 stieg er zum Staatsminister des Foreign Office auf. Als Nachfolger des zum Verteidigungsminister ernannten George Younger wurde Rifkind im Januar 1986 als Minister für Schottland in Thatchers zweites Kabinett aufgenommen und behielt dieses Amt auch nach der Regierungsumbildung im Folgejahr. Er erwarb sich in sozialen und wirtschaftlichen Fragen einen Ruf als moderate Stimme und hatte zeitweilig Auseinandersetzungen mit Thatcher. Nach dem Bombenattentat auf Pan-American-Flug 103 war er in seiner Funktion als Schottlandminister das erste Kabinettsmitglied, das am 21. Dezember 1988 nach Lockerbie reiste. Nach Besichtigung der Trümmer gab er die erste Einschätzung, dass das Flugzeug explodiert sei. Später stellte sich heraus, dass eine vom libyschen Geheimdienst platzierte Bombe das Flugzeug gesprengt hatte.
Nach dem Rücktritt Thatchers und der Übernahme der Regierungsführung durch John Major im November 1990 berief dieser Rifkind zum Verkehrsminister. Nach der Parlamentswahl im April 1992 wurde er Verteidigungsminister. 1994 kündigte er das Programm zu Einsparungen im Verteidigungshaushalt unter dem Titel Front Line First an. In den letzten Jahren der Major-Regierung war er von Juli 1995 bis Mai 1997 britischer Außenminister. In dieser Funktion hielt er am 24. September 1996 vor der Generalversammlung der Vereinten Nationen eine Rede, bei der er eine UN-Deklaration forderte, die politisches Asyl für Terroristen ausschloss, wobei er die Ansicht vertrat, dass es ihnen nicht möglich sein sollte, vom Schutz der UN-Flüchtlingskonvention von 1951 zu profitieren. In der gleichen Rede betonte er Großbritanniens Bekenntnis zum Ziel des freien Welthandels bis 2020. Er forderte alle Regierungen auf, ihre Wirtschaft zu liberalisieren und Handelsrestriktionen aufzuheben.

## Wahlniederlage 1997
Anlässlich des Amtsverlustes von John Major schlug dieser 1997 der Königin vor, Rifkind zum Ritter des Ordens von St. Michael und St. George (KCMG) in Anerkennung seiner Arbeit als Außenminister zu schlagen.
Bei der Unterhauswahl 1997 – einem Erdrutschsieg der Labour Party unter Tony Blair – verlor Rifkind seinen Unterhaussitz Edinburgh Pentlands zusammen mit allen konservativen Abgeordneten in Schottland und Wales. Seine Nachfolgerin im Wahlkreis wurde die Labour-Kandidatin Lynda Clark, die mehr als 10 Prozentpunkte mehr erzielte als der Amtsinhaber. Rifkind war einer von wenigen Kandidaten, die bei den Unterhauswahlen 2001 sich erneut in ihrem alten Wahlkreis bewarben. Obwohl er sein Ergebnis im Vergleich zu 1997 verbesserte, verteidigte die Labour-Abgeordnete Clark den Wahlkreis mit einem Vorsprung von gut 4 Prozentpunkten. Während dieser Zeit war er als Präsident der Schottischen Konservativen aktiv und benutzte seine Stellung außerhalb des Parlaments von Westminster, um 2003 den Irak-Krieg und Blairs Unterstützung für die amerikanische Invasion zu kritisieren. Zu dieser Zeit unterstützte die Conservative Party im Parlament die Invasion.
Am 13. April 2004 wurde Rifkind zum Chairman des privaten Sicherheitsunternehmens ArmorGroup ernannt, das laut Financial Times 60 % seines Umsatzes im Irak erzielte. ArmorGroup hatte im Jahr 2003 mehr als 5.000 Beschäftigte in über 40 Niederlassungen, die in über 50 Ländern tätig waren.

## Rückkehr ins Unterhaus (2005–2015)
Der Wahlkreis Edinburgh Pentlands wurde infolge der Reduzierung der Anzahl der Wahlkreise bei der Unterhauswahl 2005 abgeschafft, so dass Rifkind sich frei fühlte, nach einem neuen Wahlkreis Ausschau zu halten. Bei dieser Wahl gewann er den für die Konservativen „ultrasicheren“ Londoner Wahlkreis Kensington and Chelsea mit 57,9 Prozent der Stimmen, während die Zweitplatzierte von den Liberaldemokraten nur 18,3 Prozent erhielt. In diesem Wahlkreis war er Nachfolger von Michael Portillo, der sich anlässlich dieser Wahl aus der Politik zurückzog. Am 10. Mai 2005 berief ihn der Oppositionsführer Michael Howard in sein Schattenkabinett, wo Rifkind für den Bereich Arbeit und Rente zuständig war. 
Am 14. August 2005 gab er seine Bewerbung um die Nachfolge Michael Howards als Vorsitzender der Konservativen bei ihrem Parteitag im November 2005 bekannt. Als Kenneth Clarke am 31. August in der BBC-Sendung Newsnight seinerseits seine Kandidatur bekannt gab und bei dieser Gelegenheit seinen Widerstand gegen den Irakkrieg betonte, unterstrich Rifkind seinen eigenen Widerstand gegen den Krieg, kritisierte den Regierungsbericht zum Irakkrieg und forderte den Rückzug britischer Truppen und ihren Ersatz durch Truppen gemäßigter arabischer Staaten. Am 11. Oktober 2005 gab Rifkind seinen Rückzug von der Kandidatur um den Parteivorsitz und seine Unterstützung für Clarkes Kandidatur bekannt. Dieser kam letztlich nur auf den vierten Platz, neuer Parteivorsitzender wurde David Cameron.
Am 7. Dezember 2005 verließ Rifkind die erste Reihe (Frontbench) der Konservativen im Parlament, als Cameron sein Team bildete. Er räumte ein, dass er nicht länger dem Schattenkabinett anzugehören wünschte außer in der Position als Schattenaußenminister, die allerdings bereits an William Hague vergeben war. Rifkind erklärte seine Loyalität zum neuen Parteivorsitzenden und blieb eine der erfahrensten Figuren der Conservative Party.
Anlässlich des Aufstiegs von Gordon Brown zum Parteivorsitzenden der Labour Party und britischen Premierminister im Juni 2007 und des Wechsels des ehemals gemäßigten konservativen Abgeordneten Quentin Davies zur Labour Party gab es Spekulationen in den Medien, ob Rifkind ebenfalls einen Wechsel zu Labour in Betracht zöge.

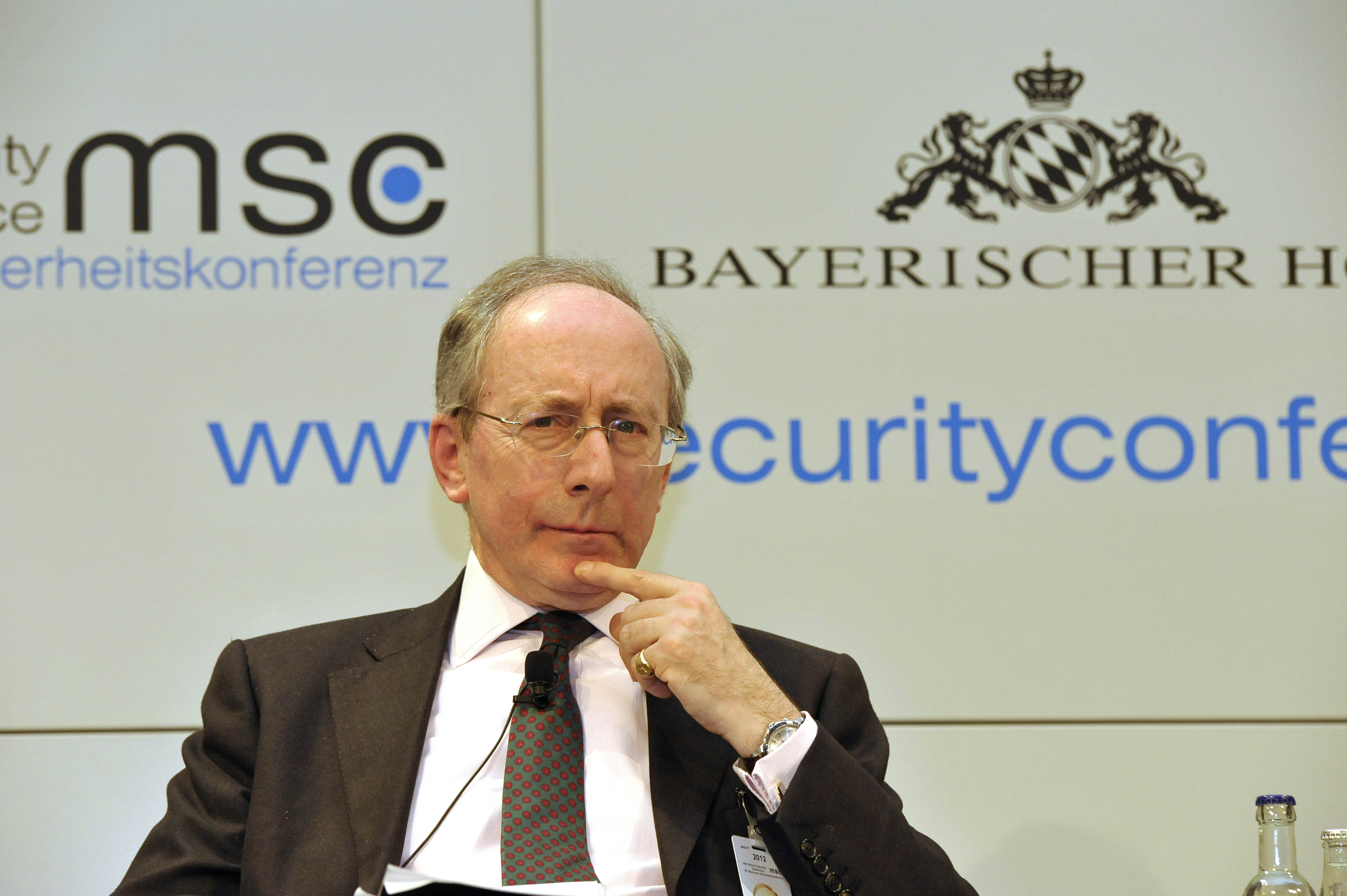
Malcolm Rifkind als Global-Zero-Sprecher auf der Münchner Sicherheitskonferenz 2012

Von Dezember 2009 bis April 2010 war Rifkind Vorsitzender des Standards and Privileges Committee im Unterhauses, des Parlamentsausschusses, der mögliche Verstöße gegen die Verhaltensstandards und Privilegien der Abgeordneten behandelte. Sein bisheriger Wahlkreis Kensington and Chelsea wurde beim Neuzuschnitt der Wahlkreise 2010 aufgelöst. Ein Teil davon bildete anschließend den Wahlkreis Kensington, wo Rifkind zur Unterhauswahl 2010 antrat und mit 50,1 Prozent der Stimmen gewann Von Juli 2010 bis Februar 2015 hatte er den Vorsitz im Intelligence and Security, dem gemeinsamen Ausschuss von Ober- und Unterhaus zur Aufsicht über die britischen Geheimdienste. Zur Unterhauswahl 2015 trat Rifkind nicht mehr an. Seine Parteikollegin Victoria Borwick gewann seinen bisherigen Wahlkreis.
Rifkind gehört zu den 89 Personen aus der Europäischen Union, gegen die Russland im Mai 2015 ein Einreiseverbot verhängt hat.

## Korruptionsvorwürfe
Am 23. Februar 2015 suspendierte die konservative Partei Rifkind vorübergehend – für die Dauer einer internen Untersuchung – aus ihrer Fraktion (Whip). Ihm war vorgeworfen worden, dass er in einem Gespräch mit Vertretern einer Hongkong-chinesischen Firma Angebote gemacht hatte, gegen Bezahlung seinen politischen Einfluss im Sinne der Firma nutzbar zu machen. Bei den vermeintlichen Chinesen handelte es sich jedoch um investigative Reporter des Daily Telegraph und des Channel 4, die die Unterhaltung mit versteckter Kamera aufnahmen. Unter anderem hatte Rifkind gesagt, dass er „nützliche Kontakte“ (“useful access”) zu jedem britischen Botschafter auf der Welt vermitteln könne. Gewissermaßen als Rechtfertigung für seine geschäftlichen Aktivitäten äußerte er gegenüber seinen Gesprächspartnern, dass er „Freiberufler ohne festes Einkommen“ sei und daher „selbst für sein Einkommen sorgen“ müsse (“I am self-employed – so nobody pays me a salary. I have to earn my income”). Das Entgelt, das er erwarte, bewege sich für einen halben Tag Arbeit „irgendwo in der Gegend zwischen 5.000 und 8.000 £“. Nach Bekanntwerden des Interviews gab er zu, dass seine Aussage, dass er kein Gehalt beziehe angesichts seiner Abgeordnetendiät von jährlich 67,000 £ Unsinn gewesen sei (“a silly thing to say”). Er habe sich aber nichts vorzuwerfen (“nothing to be embarrassed about”) und die Vorwürfe der Bestechlichkeit und Vorteilsannahme seien unbegründet. Ähnliche Vorwürfe, ebenfalls durch die den Telegraph und Channel 4 vorgebracht, wurden gegen den Labour-Politiker Jack Straw erhoben. Einen Tag später legte Rifkind in diesem Zusammenhang auch seinen Vorsitz im Geheimdienste-Ausschuss des Parlaments nieder. 
Die sieben Monate dauernde Untersuchung der Parlamentarischen Beauftragten Kathryn Hudson und des für mögliche Verhaltensverstöße von Abgeordneten zuständigen Parlamentsausschusses ergab kein Fehlverhalten Rifkinds. Gerügt wurde dagegen das Vorgehen der Journalisten von Channel 4 und Daily Telegraph, deren Berichterstattung „durch Auswahl und Auslassung […] die Wahrheit verzerrt und die Öffentlichkeit über die tatsächlichen Geschehnisse getäuscht“ hätte. Demgegenüber bescheinigte die Medienaufsicht Ofcom, dass der Beitrag von Channel 4 und Daily Telegraph angemessen gewesen sei. Es habe ein „erhebliches öffentliches Interesse“ an der Berichterstattung gegeben, das verdeckte Filmen sei „verhältnismäßig und gerechtfertigt“ gewesen und die Gespräche der Abgeordneten seien „akkurat“ wiedergegeben worden.

## Sonstige Tätigkeiten
Er ist Mitglied im European Leadership Network.

## Werke
- Rights and wrongs. The European Convention on Human Rights and its Application in the United Kingdom (SSC biennial lecture). Society of Solicitors in the Supreme Courts of Scotland, Edinburgh 2000.
- Joining the Euro. The Constitutional and Economic Questions. A Debate between Malcolm Rifkind and Kenneth Clarke. Edited by Janet Bush. New Europe Research Trust, London 2000, ISBN 0-9536360-3-8.
- Conservative Britain in the 21st century. Centre for Policy Studies, London 1996, ISBN 1-897969-53-8.
- UN peacekeeping. Past Lessons and Future Prospects (= Hume Occasional Paper. No. 46). The David Hume Institute, Edinburgh 1995, ISBN 1-870482-43-3.
- Towards 2000 (= CPC (Conservative Political Centre). No. 0510/795). Conservative Political Centre, London 1988, ISBN 0-85070-788-9.